# Havoc (2005)
Havoc, auch bekannt als Kick bzw. KICK – We are totally f*cking bored, ist ein US-amerikanisch-deutsches Filmdrama aus dem Jahr 2005. Regie führte Barbara Kopple, das Drehbuch schrieb Stephen Gaghan.

## Handlung
Die jugendliche Allison Lang lebt in einem gehobenen Wohnviertel von L.A. und ist Mitglied in einer Hip-Hop-Clique. Aus Langeweile prügelt sich die Clique mit einer anderen und flüchtet, als die Polizei erscheint. Ein Bekannter von Allison dreht eine Dokumentation über sie und nimmt die Prügelszene und später weitere Szenen auf. Da der Cliquen-Anführer Toby, mit dem Allison eine Beziehung hat, mehr erleben will, fahren sie in die Eastside, einen ärmeren Stadtteil von L.A. Dort kauft sich Toby bei einem Dealer Drogen. Da sich Toby bei dem Geschäft benachteiligt fühlt, geht er dem Dealer nach und stellt ihn zur Rede. Als dieser Toby mit einer Schusswaffe bedroht, entleert sich Tobys Blase. Die Jugendlichen fahren unverletzt zurück in ihr Viertel.
Einige Zeit nach diesem Ereignis überredet Allison ihre Freundinnen, wieder in die Eastside zu fahren. Offenbar hat ihr Freund nach dem Vorfall an Attraktivität verloren und der Dealer gezeigt, dass er ein attraktiverer Partner für sie wäre.
Nach anfänglichem Misstrauen lädt der Dealer, Hector, sie auf eine Party ein.
Später treffen sich Allison und Hector zufällig in einem Geschäft und sie begleitet ihn in die Eastside. Dort werden sie von der Polizei verhaftet. Nachdem sie wieder frei sind, besuchen Allison und ihre Freundin Emily wieder Hector und seine Gang. Nach einigem Alkohol unterbreitet Allison Hector, dass sie in die Gang aufgenommen werden wollen. Dieser erklärt, dass die beiden Mädchen als Einstiegsritual Geschlechtsverkehr mit ihm und seinen Gangmitgliedern haben müssen, wobei deren Anzahl durch einen sechsseitigen Würfel bestimmt wird. Allison würfelt eine „Eins“ und es scheint klar, dass sie mit Hector Sex haben wird. Emily würfelt eine „Drei“ und willigt trotzdem in den Sex ein, offenbar wegen Allisons Wunsch Hector als Partner zu gewinnen und zur Gang dazu zu gehören.
Während Allison unwohl wird und sie es sich anders überlegt, bleibt Emily. Als Emily von zwei Männern gleichzeitig genommen wird, fängt sie an zu schreien und Allison fährt sie nach Hause.
Emily geht später zur Polizei, um Anzeige wegen Vergewaltigung zu erstatten. Als Hector verhaftet wird, planen seine Kumpels die beiden Mädchen „zum Schweigen zu bringen“, aber werden von der Polizei gestoppt. Zwischenzeitlich machen sich die Freunde von Emily bewaffnet auf den Weg zum Haus von Hector, wo sie aber nur verängstigte Frauen antreffen.
Allison ist mittlerweile zu Emily gefahren und klärt deren Eltern darüber auf, dass sie sich freiwillig auf den Sex eingelassen hatten, worauf Emily halbherzig versucht sich das Leben zu nehmen.
Als sich die Gangster und Emilys Freunde auf dem Rückweg befinden, fahren sie an einer Kreuzung aneinander vorbei. Das Bild wird schwarz und man hört einen Schuss. Der Film endet mit einer Rückblende, in der Allison sagt, dass alles bedeutungslos und ihnen einfach nur „krass langweilig“ ist.

## Kritiken
Das Lexikon des internationalen Films schrieb, der Film sei ein „HipHop-lastiges Jugenddrama, das mit schnellen Schnitten von Desorientierung und Lebensüberdruss erzählt und indirekt die Frage nach der Verantwortung der mit sich selbst beschäftigten Eltern stellt“. Er verweise „zwar auf die Jetztzeit, doch der dargestellte Banden- und Generationskonflikt beschäftigt das amerikanische Kino schon seit den 1950er-Jahren“.
Wally Hammond schrieb in der Zeitschrift Time Out London vom 25. Oktober 2005, der Film sei „eigenartigerweise konventionell“ und beleuchte mit seinem Glanz die Leere des Drehbuchs. Anne Hathaway zeige, sie sei im Namen der Kunst bereit, ihre Brüste zu entblößen; Bijou Phillips spiele überzeugender.

## Auszeichnungen
Anne Hathaway erhielt im Jahr 2006 den DVD Exclusive Award. Der Film wurde 2006 für die Tonbearbeitung für den Cinema Audio Society Award nominiert.

## Hintergründe
Der Film wurde in Los Angeles, in Santa Monica und in Altadena (Kalifornien) gedreht. Seine Produktionskosten betrugen schätzungsweise 9 Millionen US-Dollar. Die zweimal mit einem Oscar ausgezeichnete Dokumentarfilmerin Barbara Kopple debütierte mit Havoc im Spielfilmfach.
Die Weltpremiere fand am 26. Juni 2005 auf einem Festival in München statt. Am 8. Oktober 2005 folgte eine Vorführung auf dem Chicago International Film Festival. Während der Film in einigen Ländern wie Russland und Mexiko in die Kinos kam, wurde er in vielen – wie den Vereinigten Staaten und Deutschland – direkt auf DVD veröffentlicht.